# سفارة دولة فلسطين لدى ألبانيا
سفارة دولة فلسطين لدى ألبانيا هي الممثلية الدبلوماسية العُليا لدولة فلسطين لدى ألبانيا. تقع السفارة في تيرانا.

## قائمة السفراء
| الترتيب | رئيس البعثة الدبلوماسية    | تاريخ الاعتماد الدبلوماسي | تاريخ الانتهاء | رئيس منظمة التحرير الفلسطينية | رئيس ألبانيا | ملاحظات |
| ------- | -------------------------- | ------------------------- | -------------- | ----------------------------- | ------------ | ------- |
|         | علي الكردي (Q122310362)    | 1989                      | 2005           | ياسر عرفات                    |              |         |
|         | محمد عبد الله صالح ترشحاني | 2006                      | 2010           | محمود عباس                    |              |         |
|         | عصام توفيق حسن مصالحة      | 2010                      | 2013           | محمود عباس                    |              |         |
|         | ياسر محمد يوسف النجار      | 10 أكتوبر 2013            | 2018           | محمود عباس                    |              |         |
|         | هناء عون سعدي الشوا        | 17 مارس 2019              | 2025           | محمود عباس                    |              |         |
|         | سامي مهنا (Q134615573)     | 4 يوليو 2025              | لا يزال        | محمود عباس                    |              |         |